# Municipio de Nottawa (condado de Isabella)
El municipio de Nottawa (en inglés: Nottawa Township) es un municipio ubicado en el condado de Isabella en el estado estadounidense de Míchigan. En el año 2010 tenía una población de 2282 habitantes y una densidad poblacional de 24,52 personas por km².

## Geografía
El municipio de Nottawa se encuentra ubicado en las coordenadas 43°40′32″N 84°54′19″O / 43.67556, -84.90528. Según la Oficina del Censo de los Estados Unidos, el municipio tiene una superficie total de 93.06 km², de la cual 91,44 km² corresponden a tierra firme y (1,73 %) 1,61 km² es agua.

## Demografía
Según el censo de 2010, había 2282 personas residiendo en el municipio de Nottawa. La densidad de población era de 24,52 hab./km². De los 2282 habitantes, el municipio de Nottawa estaba compuesto por el 92,99 % blancos, el 0,18 % eran afroamericanos, el 3,51 % eran amerindios, el 0,31 % eran asiáticos, el 0,04 % eran de otras razas y el 2,98 % eran de una mezcla de razas. Del total de la población el 1,75 % eran hispanos o latinos de cualquier raza.